# Campionato mondiale femminile di pallavolo 1978
Il campionato mondiale femminile di pallavolo 1978 si è svolto dal 25 agosto al 7 settembre 1978 a Leningrado, Minsk, Riga e Volgograd, nell'Unione Sovietica: al torneo hanno partecipato ventitré squadre nazionali e la vittoria finale è andata per la prima volta a Cuba.

## Squadre partecipanti
| - Belgio - Brasile - Bulgaria - Canada - Cecoslovacchia - Cina | - Corea del Nord - Corea del Sud - Cuba - Finlandia - Germania Est - Germania Ovest | - Giappone - Jugoslavia - Italia - Messico - Paesi Bassi - Perù | - Polonia - Rep. Dominicana - Stati Uniti - Tunisia - Ungheria - Unione Sovietica |

La Corea del Nord si è ritirata dalla competizione.

## Gironi
| Girone A                                                 | Girone B                            | Girone C                                    | Girone D                                   | Girone E                        | Girone F                         |
| -------------------------------------------------------- | ----------------------------------- | ------------------------------------------- | ------------------------------------------ | ------------------------------- | -------------------------------- |
| Bulgaria Corea del Nord Rep. Dominicana Unione Sovietica | Giappone Italia Stati Uniti Tunisia | Brasile Canada Corea del Sud Germania Ovest | Belgio Cecoslovacchia Germania Est Messico | Cina Finlandia Polonia Ungheria | Cuba Jugoslavia Paesi Bassi Perù |

## Fase finale

### Finali per il 1º e 3º posto - Leningrado
|  | Semifinali       | Semifinali       | Semifinali |          |      | Finale 1º/2º posto | Finale 1º/2º posto | Finale 1º/2º posto |  |
|  |                  |                  |            |          |      |                    |                    |                    |  |
|  | Giappone         | Giappone         | 3          |          |      |                    |                    |                    |  |
|  | Giappone         | Giappone         | 3          |          |      |                    |                    |                    |  |
|  | Corea del Sud    | Corea del Sud    | 1          |          |      |                    |                    |                    |  |
|  | Corea del Sud    | Corea del Sud    | 1          |          | Cuba | Cuba               | 3                  |                    |  |
|  |                  |                  |            |          | Cuba | Cuba               | 3                  |                    |  |
|  |                  |                  | Giappone   | Giappone | 0    |                    |                    |                    |  |
|  | Cuba             | Cuba             | Giappone   | Giappone | 0    | 3                  |                    |                    |  |
|  | Cuba             | Cuba             |            |          |      | 3                  |                    |                    |  |
|  | Unione Sovietica | Unione Sovietica | 1          |          |      | Finale 3º/4º posto | Finale 3º/4º posto | Finale 3º/4º posto |  |
|  | Unione Sovietica | Unione Sovietica | 1          |          |      |                    |                    |                    |  |
|  |                  |                  |            |          |      |                    |                    |                    |  |
|  |                  |                  |            |          |      | Unione Sovietica   | Unione Sovietica   | 3                  |  |
|  |                  |                  |            |          |      | Unione Sovietica   | Unione Sovietica   | 3                  |  |
|  |                  |                  |            |          |      | Corea del Sud      | Corea del Sud      | 1                  |  |

### Finali per il 5º e 7º posto - Riga
|  | Semifinali   | Semifinali   | Semifinali |      |             | Finale 5º/6º posto | Finale 5º/6º posto | Finale 5º/6º posto |  |
|  |              |              |            |      |             |                    |                    |                    |  |
|  | Stati Uniti  | Stati Uniti  | 3          |      |             |                    |                    |                    |  |
|  | Stati Uniti  | Stati Uniti  | 3          |      |             |                    |                    |                    |  |
|  | Brasile      | Brasile      | 0          |      |             |                    |                    |                    |  |
|  | Brasile      | Brasile      | 0          |      | Stati Uniti | Stati Uniti        | 3                  |                    |  |
|  |              |              |            |      | Stati Uniti | Stati Uniti        | 3                  |                    |  |
|  |              |              | Cina       | Cina | 0           |                    |                    |                    |  |
|  | Cina         | Cina         | Cina       | Cina | 0           | 3                  |                    |                    |  |
|  | Cina         | Cina         |            |      |             | 3                  |                    |                    |  |
|  | Germania Est | Germania Est | 2          |      |             | Finale 7º/8º posto | Finale 7º/8º posto | Finale 7º/8º posto |  |
|  | Germania Est | Germania Est | 2          |      |             |                    |                    |                    |  |
|  |              |              |            |      |             |                    |                    |                    |  |
|  |              |              |            |      |             | Brasile            | Brasile            | 3                  |  |
|  |              |              |            |      |             | Brasile            | Brasile            | 3                  |  |
|  |              |              |            |      |             | Germania Est       | Germania Est       | 2                  |  |

### Finali per il 9º e 11º posto - Minsk
|  | Semifinali     | Semifinali     | Semifinali |      |          | Finale 9º/10º posto  | Finale 9º/10º posto  | Finale 9º/10º posto  |  |
|  |                |                |            |      |          |                      |                      |                      |  |
|  | Perù           | Perù           | 3          |      |          |                      |                      |                      |  |
|  | Perù           | Perù           | 3          |      |          |                      |                      |                      |  |
|  | Polonia        | Polonia        | 0          |      |          |                      |                      |                      |  |
|  | Polonia        | Polonia        | 0          |      | Bulgaria | Bulgaria             | 3                    |                      |  |
|  |                |                |            |      | Bulgaria | Bulgaria             | 3                    |                      |  |
|  |                |                | Perù       | Perù | 2        |                      |                      |                      |  |
|  | Bulgaria       | Bulgaria       | Perù       | Perù | 2        | 3                    |                      |                      |  |
|  | Bulgaria       | Bulgaria       |            |      |          | 3                    |                      |                      |  |
|  | Cecoslovacchia | Cecoslovacchia | 2          |      |          | Finale 11º/12º posto | Finale 11º/12º posto | Finale 11º/12º posto |  |
|  | Cecoslovacchia | Cecoslovacchia | 2          |      |          |                      |                      |                      |  |
|  |                |                |            |      |          |                      |                      |                      |  |
|  |                |                |            |      |          | Polonia              | Polonia              | 3                    |  |
|  |                |                |            |      |          | Polonia              | Polonia              | 3                    |  |
|  |                |                |            |      |          | Cecoslovacchia       | Cecoslovacchia       | 2                    |  |

### Finali per il 13º e 15º posto - Minsk
|  | Semifinali | Semifinali | Semifinali |        |          | Finale 13º/14º posto | Finale 13º/14º posto | Finale 13º/14º posto |  |
|  |            |            |            |        |          |                      |                      |                      |  |
|  | Canada     | Canada     | 3          |        |          |                      |                      |                      |  |
|  | Canada     | Canada     | 3          |        |          |                      |                      |                      |  |
|  | Messico    | Messico    | 0          |        |          |                      |                      |                      |  |
|  | Messico    | Messico    | 0          |        | Ungheria | Ungheria             | 3                    |                      |  |
|  |            |            |            |        | Ungheria | Ungheria             | 3                    |                      |  |
|  |            |            | Canada     | Canada | 0        |                      |                      |                      |  |
|  | Ungheria   | Ungheria   | Canada     | Canada | 0        | 3                    |                      |                      |  |
|  | Ungheria   | Ungheria   |            |        |          | 3                    |                      |                      |  |
|  | Jugoslavia | Jugoslavia | 0          |        |          | Finale 15º/16º posto | Finale 15º/16º posto | Finale 15º/16º posto |  |
|  | Jugoslavia | Jugoslavia | 0          |        |          |                      |                      |                      |  |
|  |            |            |            |        |          |                      |                      |                      |  |
|  |            |            |            |        |          | Messico              | Messico              | 3                    |  |
|  |            |            |            |        |          | Messico              | Messico              | 3                    |  |
|  |            |            |            |        |          | Jugoslavia           | Jugoslavia           | 0                    |  |

### Finali per il 17º e 19º posto - Riga
|  | Semifinali      | Semifinali      | Semifinali     |                |             | Finale 17º/18º posto | Finale 17º/18º posto | Finale 17º/18º posto |  |
|  |                 |                 |                |                |             |                      |                      |                      |  |
|  | Germania Ovest  | Germania Ovest  | 3              |                |             |                      |                      |                      |  |
|  | Germania Ovest  | Germania Ovest  | 3              |                |             |                      |                      |                      |  |
|  | Italia          | Italia          | 1              |                |             |                      |                      |                      |  |
|  | Italia          | Italia          | 1              |                | Paesi Bassi | Paesi Bassi          | 3                    |                      |  |
|  |                 |                 |                |                | Paesi Bassi | Paesi Bassi          | 3                    |                      |  |
|  |                 |                 | Germania Ovest | Germania Ovest | 1           |                      |                      |                      |  |
|  | Paesi Bassi     | Paesi Bassi     | Germania Ovest | Germania Ovest | 1           | 3                    |                      |                      |  |
|  | Paesi Bassi     | Paesi Bassi     |                |                |             | 3                    |                      |                      |  |
|  | Rep. Dominicana | Rep. Dominicana | 1              |                |             | Finale 19º/20º posto | Finale 19º/20º posto | Finale 19º/20º posto |  |
|  | Rep. Dominicana | Rep. Dominicana | 1              |                |             |                      |                      |                      |  |
|  |                 |                 |                |                |             |                      |                      |                      |  |
|  |                 |                 |                |                |             | Rep. Dominicana      | Rep. Dominicana      | 3                    |  |
|  |                 |                 |                |                |             | Rep. Dominicana      | Rep. Dominicana      | 3                    |  |
|  |                 |                 |                |                |             | Italia               | Italia               | 2                    |  |

### Finali per il 21º posto - Leningrado
|  | Semifinali | Semifinali | Semifinali |        |           | Finale 21º/22º posto | Finale 21º/22º posto | Finale 21º/22º posto |  |
|  |            |            |            |        |           |                      |                      |                      |  |
|  | Finlandia  | Finlandia  | 3          |        |           |                      |                      |                      |  |
|  | Finlandia  | Finlandia  | 3          |        |           |                      |                      |                      |  |
|  | Tunisia    | Tunisia    | 0          |        |           |                      |                      |                      |  |
|  | Tunisia    | Tunisia    | 0          |        | Finlandia | Finlandia            | 3                    |                      |  |
|  |            |            |            |        | Finlandia | Finlandia            | 3                    |                      |  |
|  |            |            | Belgio     | Belgio | 2         |                      |                      |                      |  |
|  | -          | -          | Belgio     | Belgio | 2         | -                    |                      |                      |  |
|  | -          | -          |            |        |           | -                    |                      |                      |  |
|  | -          | -          | -          |        |           | -                    | -                    | -                    |  |
|  | -          | -          | -          |        |           |                      |                      |                      |  |
|  |            |            |            |        |           |                      |                      |                      |  |
|  |            |            |            |        |           | -                    | -                    | -                    |  |
|  |            |            |            |        |           | -                    | -                    | -                    |  |
|  |            |            |            |        |           | -                    | -                    | -                    |  |

## Classifica finale
| Classifica | Squadre          | Qualificazioni              |
| ---------- | ---------------- | --------------------------- |
|            | Cuba             | Giochi della XXII Olimpiade |
|            | Giappone         |                             |
|            | Unione Sovietica |                             |
| 4          | Corea del Sud    |                             |
| 5          | Stati Uniti      |                             |
| 6          | Cina             |                             |
| 7          | Brasile          |                             |
| 8          | Germania Est     |                             |
| 9          | Bulgaria         |                             |
| 10         | Perù             |                             |
| 11         | Polonia          |                             |
| 12         | Cecoslovacchia   |                             |
| 13         | Ungheria         |                             |
| 14         | Canada           |                             |
| 15         | Messico          |                             |
| 16         | Jugoslavia       |                             |
| 17         | Paesi Bassi      |                             |
| 18         | Germania Ovest   |                             |
| 19         | Rep. Dominicana  |                             |
| 20         | Italia           |                             |
| 21         | Finlandia        |                             |
| 22         | Belgio           |                             |
| 23         | Tunisia          |                             |